# Тамбовская областная дума
Тамбовская областная Дума — законодательный (представительный) орган государственной власти Тамбовской области, является постоянно действующим высшим и единственным органом законодательной власти области.
Тамбовская областная Дума входит в систему органов государственной власти, основанную на Конституции Российской Федерации, принципах народовластия, разделения властей, их самостоятельности и разграничения полномочий между органами государственной власти Российской Федерации и Тамбовской области.

## Фракции
| Фракция              | Руководитель                  | Кол-во депутатов |
| -------------------- | ----------------------------- | ---------------- |
| Единая Россия        | Петров Валерий Борисович      | 42               |
| КПРФ                 | Жидков Андрей Игоревич        | 3                |
| ЛДПР                 | Телегин Игорь Вячеславович    | 1                |
| Справедливая Россия  | Плотников Павел Владимирович  | 1                |
| Родина               | Романина Лариса Александровна | 1                |
| Независимые депутаты | Илларионов Денис Борисович    | 1                |

## История

### Тамбовская областная Дума I созыва
Выборы состоялись 27 марта 1994 года. В голосовании приняли участие около 41 % от числа зарегистрированных избирателей области. В областную Думу было избрано 30 депутатов. Из них 26 мужчин и 4 женщины. Средний возраст депутатов около 48 лет. 27 депутатов первой областной Думы имели высшее профессиональное образование. В состав Думы вошли представители различных общественных объединений, политических партий и движений.
На первом заседании, которое состоялось 22 апреля 1994 года, председателем областной Думы был избран Александр Иванович Рябов. На должности заместителей председателя были избраны Владимир Николаевич Карев (апрель 1994 г.) и Юрий Николаевич Гуркин (январь 1995 г.).
В декабре 1995 года А. И. Рябов сложил депутатские полномочия в связи с избранием его на должность главы администрации Тамбовской области. В январе 1996 года Ю. Н. Гуркин также сложил свои полномочия в связи с назначением его заместителем главы администрации Тамбовской области. Председателем Тамбовской областной Думы депутаты избрали Владимира Николаевича Карева, заместителем — Е. Ю. Семенова, а впоследствии — Л. Н. Конобеева.
В связи с этим областная Дума первого созыва при разработке программы законотворческой деятельности на период своей первой и последующих сессий во главу угла поставила разработку Устава (Основного Закона) Тамбовской области, положений, регламентирующих деятельность постоянных комиссий, депутатов, аппарата Думы и других актов, принятие которых позволило Думе в оптимальные сроки войти в рабочий ритм.
Уже 30 ноября 1994 года на очередном заседании, был принят Устав (Основной Закон) области — один из первых подобных документов, принятых в субъектах Российской Федерации. Устав стал основой законодательства области. В нем закреплено государственное устройство области, отражены основные гарантии прав и свобод тамбовчан, организация взаимодействия ветвей власти: законодательной, исполнительной, судебной.
Подготовка проекта Устава осуществлялась рабочей группой под руководством В. Н. Карева с участием депутатов, ученых, юристов, представителей общественности.
В 1997 году Устав рассматривался в Конституционном Суде Российской Федерации и признан конституционным. Интересы Думы представляли председатель областной Думы В. Н. Карев и доктор юридических наук, профессор Саратовской академии права В. М. Манохин, внесшие значительный вклад в развитие и становление законодательства области.
Одними из первых правовых актов, принятых областной Думой I созыва, стали Законы области «О статусе депутата Тамбовской областной Думы», «О выборах депутатов Тамбовской областной Думы второго созыва», «О выборах главы администрации области», «О местном самоуправлении в Тамбовской области», «О выборах в органы местного самоуправления Тамбовской области», «О выборах в городские, сельские, поселковые Советы народных депутатов и глав администраций городов, районов области» и другие.
Областной Думой I созыва принят Регламент Тамбовской областной Думы, утверждены «Временное положение о порядке решения вопросов административно-территориального устройства», «Методические правила подготовки нормативно-правовых актов Тамбовской областной Думы», приняты Законы «О правовых актах органов местного самоуправления», «Об административной ответственности за нарушение законов области и иных нормативных правовых актов органов государственной власти и местного самоуправления Тамбовской области».
Депутаты областной Думы особое внимание уделяли выработке мер по стабилизации социально-экономического положения, социальной поддержке населения, осуществлению структурной перестройки экономики, выполнению целевых федеральных и региональных программ. В августе 1995 года принят Закон «О налоговой системе Тамбовской области», в сентябре того же года — Закон «О порядке рассмотрения и утверждения областного бюджета на 1996 год».
За два года работы депутаты областной Думы приняли 145 законов и 864 постановления, утвердили 12 целевых программ, провели четыре депутатских слушания, внесли в Государственную Думу Российской Федерации проекты федеральных законов в порядке законодательной инициативы, рассмотрели 1145 проектов федеральных законов.

### Тамбовская областная Дума II созыва
Выборы состоялись 21 декабря 1997 года. Число депутатов Думы второго созыва было увеличено с 30 до 50 человек. Это было продиктовано целесообразностью иметь представителей от каждого региона области, а также представителей от всех слоёв населения. В день голосования было избрано 46 депутатов областной Думы. В четырёх округах (№ 7 Октябрьского района г. Тамбова, № 43, 45, 46 г. Мичуринска) выборы были признаны несостоявшимися. В этих округах приняли участие менее 25 процентов избирателей. Избирательная комиссия Тамбовской области назначила повторные выборы на 15 марта 1998 года.

## Представитель от Тамбовской областной думы вСовете Федерации России
- Никитин Александр Валерьевич ― с 6 октября 2021 года